# Hieraaetus morphnoides
Hieraaetus morphnoides là một loài chim trong họ Accipitridae.